# Spirituál kvintet
Spirituál kvintet byla česká folková skupina, která fungovala v letech 1960–2021. Spoluzakladatelem, kapelníkem a jediným členem, který v ní působil po celou dobu, byl Jiří Tichota.
Během své existence skupina vystoupila na pódiu spolu s americkým folkovým zpěvákem a politickým aktivistou Petem Seegerem. Dne 17. listopadu 1990 hrála při setkání prezidentů Václava Havla s Georgem Bushem na Václavském náměstí u příležitosti prvního výročí Sametové revoluce. Oba prezidenti pak se skupinou zazpívali píseň „Jednou budem dál“ – „We Shall Overcome!“ Skupina hrála také pro prezidenta Billa Clintona a první dámu Spojených států amerických při jejich návštěvě v Česku.
Svou činnost skupina ukončila posledním koncertem 13. října 2021 v pražské Lucerně. V roce 2022 na ni navázal soubor Spirituál kvartet.

## Historie
Skupina byla založena na podzim roku 1960 čtyřmi členy Vysokoškolského uměleckého souboru. Bylo to mužské kvarteto, vedle iniciátora Ivo Macha (bas) byli u jeho zrodu Miroslav Keller (tenor), Miloslav Kastelovič (baryton) z Dolného Kubína a Jiří Tichota, kapelník. Původní název souboru byl Spirituál kvartet.
První koncert se konal v roce 1962 na Mezinárodním jazzovém festivalu v Karlových Varech. Brzy byla do skupiny přijata na krátkou dobu Věra Nerušilová, ta byla nahrazena Růženou Helebrantovou, zvanou Odetta. Skupina začala používat v názvu „kvintet“ a tak to už zůstalo, i když měla různý počet členů (krátce až devět). Sami se někdy z žertu označovali za „největší kvintet na světě“. Skupina měla pravidelné pořady v Divadle Na zábradlí.
V roce 1964 vystupoval Spirituál kvintet jako předkapela Pete Seegera při jeho slavném vystoupení v Praze. V roce 1967 odešli Mach a Keller na dlouhodobý služební pobyt do zahraničí. O rok později, v srpnu, emigrovala do Švýcarska i Růžena Helebrantová. Zbylé torzo experimentovalo s náhradníky, až v roce 1969 vznikla sestava s Karlem Zichem a Jarkou Hadrabovou. Sestavu dále tvořili Oldřich Ortinský, Dušan Vančura, Jan Thorovský a kapelník Jiří Tichota. Miloslav Kastelovič se vrátil na Slovensko a s působením ve skupině skončil.
Během čtyřleté existence této sestavy vystupoval Spirituál kvintet na přehlídkách folkové a country hudby (Porta), usadil se na nové scéně divadélka Atelier ve Spálené ulici v Praze (sídlo pozdějšího Divadla „Y“) a natočil své první desky. Další přestavbu skupiny způsobil odchod Karla Zicha v roce 1974. Spirituál začal po odmlce vystupovat s trampskou skupinou Toronto, pozdějšími Brontosaury s bratry Janem a Františkem Nedvědy a Zdenkou Toskovou (později Tichotovou), kteří se zároveň stali členy Spirituál kvintetu. Asi po roce odešla Jarka Hadrabová a byla nahrazena Evou Lifkovou.
V roce 1980 se Eva Lifková provdala do Francie a místo ní přišla Irena Budweiserová. Krátce ve skupině působila také Lenka Slabá. V roce 1987 odešel Jan Nedvěd.
Skupina vystoupila 23. listopadu 1989 na balkoně Melantrichu při revolučních událostech v Praze. O rok později na Václavském náměstí si se skupinou zazpívali hned dva prezidenti: Václav Havel a George Bush starší. Pro dalšího amerického prezidenta, Billa Clintona, hrála skupina v Redutě v lednu 1994. V té době už byl členem skupiny opět Karel Zich. František Nedvěd následoval bratra po natočení alba Rajská zahrada v roce 1992.
V roce 2000 odešel Oldřich Ortinský, který byl vystřídán Jirkou Cerhou, kapelníkem C&K Vocalu. Oldřich Ortinský zemřel 3. května 2006.
Dne 13. července 2004 zemřel Karel Zich, hned na to v září 2004 byla skupina doplněna zpěvákem a kytaristou Jiřím Holoubkem, který byl také členem skupiny Reliéf.
K počátku roku 2011 ukončila spolupráci se skupinou Irena Budweiserová. Její post nahradila zpěvačka kapely Marw Veronika Součková. Na jaře roku 2012 začal se skupinou spolupracovat zpěvák a basista Pavel Peroutka.
V dubnu roku 2019 kapela oznámila, že v roce 2020, ve kterém skupina slaví 60 let od svého vzniku, odehraje deset závěrečných vystoupení a svou aktivní činnost ukončí. První z nich se uskutečnil 1. března 2020, avšak v důsledku vyhlášení nouzového stavu stačila odehrát pouze dva.
Dne 16. dubna 2020 náhle zemřel kontrabasista Dušan Vančura.
V důsledku pandemie nemoci covid-19 byla série posledních koncertů několikrát odložena a uskutečnila se na přelomu září a října 2021. Poslední koncert skupina odehrála 13. října 2021 ve velkém sále Paláce Lucerna, přičemž část koncertu v přímém přenosu vysílala stanice Český rozhlas Dvojka. Třináct dní po posledním koncertě v říjnu 2021 zemřel Jiří Cerha.
V lednu 2022 byl oznámen vznik skupiny Spirituál kvartet, která se svolením Jiřího Tichoty navázala na činnost Spirituál kvintetu. Jádrem nově vzniklého souboru se stali dva členové poslední sestavy Kvintetu (Jiří Holoubek, Veronika Součková), ke kterým se nově přidali Zbyněk Bureš a Honza Janda.

## Složení skupiny
- Jiří Tichota – šestistrunná kytara, loutna, umělecký vedoucí (1960–2021)
- Ivo Mach – bas (1960–1967)
- Miroslav Keller („Bubo“) – tenor (1960–1967)
- Miloslav Kastelovič – baryton (1960–1969)
- Věra Nerušilová – alt (krátce, po 1962)
- Růžena Helebrantová („Odetta“) – zpěv (1963–1968)
- Jan Thorovský – zpěv (1966–1973)
- Karel Zich – tenor, dvanáctistrunná kytara (1969–1974; 1993–2004)
- Jarka Hadrabová – zpěv (1969–1975)
- Oldřich Ortinský – bas, perkuse, flétna (1969–2000)
- Dušan Vančura – zpěv, kontrabas (1969–2020)
- Jan Nedvěd – baryton, šestistrunná kytara (1974–1987)
- František Nedvěd – tenor, dvanáctistrunná kytara (1974–1992)
- Zdenka Tichotová-Tosková – zpěv, perkuse (1974–2021)
- Eva Lifková – zpěv, perkuse (1975–1982)
- Irena Budweiserová – zpěv (1982–1987, 1989–2010)
- Lenka Slabá – zpěv, perkuse (1987–1989)
- Jiří Cerha – zpěv, perkuse (2000–2021)
- Jiří Holoubek – zpěv, dvanáctistrunná kytara (2004–2021)
- Veronika Součková – zpěv (2011–2021)
- Pavel Peroutka – zpěv, kontrabas (2012–2021)

## Diskografie

### LP, MC,CD
- Písničky z roku raz dva, Supraphon 1973, reedice 2003
- Spirituály a balady, Supraphon 1978, reedice 1995, 2007
- Saužení lásky, Supraphon 1981, reedice 1996, 2007
- 20 let, Supraphon 1984, reedice 1993
- Šlapej dál, Panton 1985, reedice 1994
- Every Time I Feel the Spirit, Panton 1986
- Šibeničky, Panton 1988, reedice 2003
- Za svou pravdou stát, Panton 1990
- Hallelu!, Panton 1991, reedice 2007
- Rajská zahrada, Panton 1992, reedice 2001
- Antologie 1960–1995, Sony/Bonton 1994, reedice 2003
- Hanba nám!, Monitor 1994
- Na káře, Pupava 1997
- Vánoční koncert, Monitor-EMI 1998, reedice 2005
- Křídla holubic, Pupava 2002
- Karel Zich a Spirituál kvintet, Sony Music 2004
- Křížem krážem, Sony BMG 2005
- 45 let archiv, Sony BMG 2006
- Zatím dobrý, Universal Music 2009
- 1960–2010 – Sto nejkrásnějších písní (+1) – Supraphon, CD (podtitul: Jubilejní edice k padesáti letům činnosti), 2010[9]
- Čerstvý vítr, Universal Music 2012
- 55 let (Hudbou propojený svět), 2015 – 10CD+DVD

### EP,SP
- Spiritual quintet Prague
- EP Spirituál kvartet, Supraphon 1963
- EP Spirituál kvintet, Traditional jazz studio, Supraphon 1967
- EP Spirituál kvintet, Supraphon 1971
- SP Chci Sluncem Být (A Little Faith In Freedom) / Za Svou Pravdou Stát (Which Side Are You On), Supraphon 1983[10]
- EP Čtwero pjsnj, Panton 1986, reedice 2007

### Účast na deskách
- Dostavník
- Písně amerického západu, 1969
- 20 let Porty
- Porta 1
- Porta 2
- Country fontána 97
- Folkové balady
- F & C Hity
- 20 folkových písní 1
- 20 folkových písní 2

### Články v časopisech
- PODSKALSKÁ, Jana. Spirituál kvintet: Vědět, že léta s kapelou nebyla proflákaná [online]. deník.cz, 2015. Dostupné online.
- TICHOTA, Jiří. Spirituál kvintet o sobě. Melodie. 1964, čís. 8, s. 122. Dostupné v archivu pořízeném dne 2020-07-23.
- ČERNÝ, Jiří. Sedmikráska českého folku [online]. 2003 [cit. 2015-07-08]. Dostupné online.
- LESCHTINA, Jiří. Všímám si lidí, z nichž vyvěrá naděje [online]. 2003 [cit. 2015-07-08]. Dostupné online.
- KASAL, Jiří. Dušan Vančura ze Spirituál kvintetu doputoval z Užhorodu až do Mirochova u Třeboně [online]. rozhlas.cz, 2015 [cit. 2015-07-06]. Dostupné online.
- KLUSALOVÁ, Iva. Šťastný člověk Dušan Vančura [online]. mistnikultura.cz, 2013 [cit. 2015-07-06]. Dostupné online.
- BARTÍK, Pavel. Šest do kvintetu. Mladý svět. 1972, roč. 14.
- BEZR, Ondřej. Hradišťan & Spirituál kvintet: Vánoční koncert. Rock & Pop. 1999, čís. 1, s. 111.
- BEZR, Ondřej. Spirituál kvintet: Rajská zahrada. Rock & Pop. 1992, čís. 20, s. 29.
- BRABEC, Jiří Moravský. Spirituál kvintet. Folk & Country. 2005, čís. 1, s. 6.
- BRETFELDOVÁ, Helena. Recenze. Folk & Country. 1997, čís. 7, s. 33.
- BURIAN, Jan. Něco si najdem. Melodie. 1979, roč. 17, čís. 9, s. 261.
- ČERNÝ, Jiří. Dvěma obdivuhodným Jiřím k jejich zatraceninám. Hospodářské noviny. 2007, roč. ze dne 17.4..
- ČERNÝ, Jiří. Moje zapírané a znovu těžce hledané protestantství. Hospodářské noviny. 2008, roč. ze dne 18.11.
- ČERNÝ, Jiří. Zahrada 1990. Rock & Pop. 1990, čís. 9, s. 12.
- DLOUHÁ, Nina. Spirituál kvintet v luzích vlasteneckých. Gramorevue. 1981, čís. 12.
- DULÍKOVÁ, Radka. Kvintet je někdy i šest nebo sedm. Gramorevue. 1979, čís. 5.
- FRAGNEROVÁ, M. Písničky z roku raz dva. Gramorevue. 1973, čís. 1.
- HARTMAN, Ivan; VLČEK, Josef. Spirituál kvintet: 20 let. Rock & Pop. 1993, čís. 17, s. 28.
- HORÁČEK, František. Dobrovolný ústup Spirituál kvintetu. Melodie. 1973, roč. 11, čís. 2, s. 47.
- HORÁČEK, František. Dvacet let Spirituál kvintetu — Zpívání infekční povahy. Melodie. 1982, roč. 20, čís. 12, s. 373.
- HORÁČEK, František. Nečekali, až se k nám právo vrátí. Rock & Pop. 1990, čís. 4, s. 11.
- HORÁČEK, František. Spirituál kvintet: 30 let — Za svou pravdou stát. Rock & Pop. 1991, čís. 5, s. 20.
- HRUBÝ, Tomáš. Hradišťan, Spirituál kvintet. Folk & Country. 1999, čís. 1, s. 34.
- HRUBÝ, Tomáš. Recenze. Folk & Country. 1995, čís. 2, s. 28.
- HRUBÝ, Tomáš. Spirituál kvintet – 1960–2010 Sto…. Folk & Country. 2011, čís. 5, s. 37.
- HRUBÝ, Tomáš. Spirituál kvintet. Folk & Country. 1997, čís. 5, s. 7.
- HUČÍN, Jan. Spirituál kvintet 45 let: Folk je názor a postoj. Folk & Country. 2006, čís. 3, s. 20.
- KOFROŇ, Leoš. Spirituál kvintet: 20 let (Live). Rock & Pop. 2001, čís. 7, s. 111.
- KOFROŇ, Leoš. Spirituál kvintet: Hanba nám!. Rock & Pop. 1995, čís. 6, s. 28.
- KOFROŇ, Leoš. Spirituál kvintet: Křížem krážem. Rock & Pop. 2006, čís. 2, s. 63.
- KOFROŇ, Leoš. Spirituál kvintet: Soužení z lásky + Čtwero pjsnj…. Rock & Pop. 1996, čís. 5, s. 91.
- KOFROŇ, Leoš. Spirituál kvintet. Rock & Pop. 2006, čís. 5, s. 52.
- KOFROŇ, Leoš. Spirituál kvintet: 1960–2010 Sto nejkrásnějších písní (+1). Rock & Pop. 2010, čís. 7, s. 66.
- KONEČNÝ, Michal Jupp. »To si ty nemůžeš pamatovat!« říká Dušan Vančura Jiřímu Tichotovi. Rozhovor s protagonisty staré folkové struktury.. Folk & Country. 1991, čís. 1, s. 5–9.
- NÁHLÍK, Petr; NÁHLÍKOVÁ, Věra. Budem jednou dál. Tam tam. 1998, čís. 2.
- PETŘÍKOVÁ, M. Sám vyjdi písni vstříc. Gramorevue. 1974, čís. 2.
- POLEDŇÁK, Ivan. Posezení s Jiřím Tichotou. Hudební rozhledy. 2003, roč. 56, čís. 1, s. 22–24.
- POLÍVKA, Tomáš S. Spirituál kvintet: Zatím dobrý/50. Rock & Pop. 2009, čís. 10, s. 74.
- SEDLÁČEK, Petr. Spirituál kvintet. Folk & Country. 2010, čís. 7, s. 18.
- TESAŘ, Milan. Recenze. Folk & Country. 2004, čís. 6, s. 37.
- TESAŘ, Milan. Recenze (2). Folk & Country. 2006, čís. 2, s. 34.
- TESAŘ, Milan. Spirituál kvintet – Zatím dobrý…. Folk & Country. 2010, čís. 9, s. 36.
- TICHOTA, Jiří. Spirituál kvintet. Folk & Country. 2011, čís. 2, s. 39.
- VÍŠEK, Pavel. Spirituál kvintet: 30 let/Za svou pravdou stát/Saužení lásky + Čtwer pjsnj. Rock & Pop. 2007, čís. 8, s. 57.
- VÍŠEK, Pavel. Spirituál kvintet: Čerstvý vítr. Rock & Pop. 2012, čís. 6, s. 66.
- VÍŠEK, Pavel. Spirituál kvintet: Spirituály a balady / Hallelu! Spirituals, Gospels. Rock & Pop. 2007, čís. 8, s. 57.
- VLASÁK, Vladimír. Spirituál kvintet: Dvacet let. Rock & Pop. 1990, čís. 8, s. 26.
- ŽANTOVSKÝ, Petr. Šlapej dál!. Melodie. 1986, roč. 24, čís. 10, s. 26.

### Sekundární literatura
- ČERNÝ, Jindřich. 1956 (České divadlo a společnost v roce 1956) [online]. Divadelní revue, 2006 [cit. 2015-07-10]. Dostupné v archivu pořízeném dne 2015-10-30.
- NEJ HITY: Ježíše vystřídalo právo na právo. Lidovky.cz. 2012. Dostupné online [cit. 2015-07-11].
- ČERNÝ, Jiří. Zlatý fond české populární hudby (Albové vývojové milníky 1960 — 2000) [online]. 2011 [cit. 2015-07-08]. Dostupné online.
- POLEDŇÁK, Ivan. Dušan Vančura [online]. 2003 [cit. 2015-07-06]. Dostupné v archivu pořízeném dne 2015-09-23.
- TŮMA, Jaromír. Karel Zich [online]. 2003 [cit. 2015-07-06]. Dostupné v archivu pořízeném dne 2015-09-23.
- ZAPLETAL, Petr. Jiří Cerha [online]. Český hudební slovník osob a institucí, Ústav hudební vědy Filozofické fakulty Masarykovy univerzity, 2006 [cit. 2015-07-06]. Dostupné v archivu pořízeném dne 2015-09-23.
- ILLEOVÁ, Nikola. Irena Budweiserová [online]. Český hudební slovník osob a institucí, Ústav hudební vědy Filozofické fakulty Masarykovy univerzity, 2012 [cit. 2015-07-06]. Dostupné v archivu pořízeném dne 2015-09-23.
- CHALOUPKOVÁ, Helena. Jan Nedvěd [online]. Český hudební slovník osob a institucí, Ústav hudební vědy Filozofické fakulty Masarykovy univerzity, 2003 [cit. 2015-07-06]. Dostupné v archivu pořízeném dne 2015-09-23.
- POLEDŇÁK, Ivan. Spirituál kvintet [online]. 2003 [cit. 2015-06-24]. Dostupné v archivu pořízeném dne 2014-10-12.
- POLEDŇÁK, Ivan. Jiří Tichota [online]. 2009 [cit. 2015-07-06]. Dostupné v archivu pořízeném dne 2015-09-23.
- POLEDŇÁK, Ivan. Zdenka Tichotová [online]. 2003 [cit. 2015-07-06]. Dostupné v archivu pořízeném dne 2015-09-23.
- HORÁČEK, František. Spirituál kvintet. Encyklopedie jazzu a moderní populární hudby III. 1990, s. 497–498.
- HORÁČEK, František. Tichota, Jiří. Encyklopedie jazzu a moderní populární hudby III. 1990, s. 549–550.
- HORÁČEK, František. Tichotová, Zdena. Encyklopedie jazzu a moderní populární hudby III. 1990, s. 550.
- HOUDA, Přemysl. Intelektuální protest, nebo masová zábava? : folk jako společenský fenomén v době tzv. normalizace. [s.l.]: Praha : Academia, 2014. S. 239.
- HOUDA, Přemysl. Šafrán: kniha o sdružení písničkářů. Praha: Galén, 2008.
- KALETA, Juda. Písní proti totalitě? — Spirituál kvintet jako (anti)symbol minulého režimu. Praha, 2015 [cit. 2015-08-17].  Seminární práce. Pedagogická fakulta Univerzity Karlovy. Vedoucí práce PhDr. Petr Koura, Ph.D..   Dostupné online. [nedostupný zdroj]
- KONEČNÝ, Michal Jupp. Folk : hudební hledání spřízněnosti. In:  Kmeny 0 : městské subkultury a nezávislé společenské proudy před rokem 1989. [s.l.]: Praha : Bigg Boss & Yinachi, 2013. S. 246–271.
- KOŽMÍN, Zdeněk; TRÁVNÍČEK, Jiří. Na tvrdém loži z psího vína: česká poezie od 40. let do současnosti. Brno: Books, 1998.
- LANGER, Miloslav Jakub; DOLEŽAL, Ivan. Porta znamená brána (i do nového století?). Praha: Adonai, 2001.
- MERTA, Vladimír. Zpívaná poezie: úvaha vzniklá za pochodu v letech 1982–84. Praha: Kanton, 1990.
- NEŠPOR, Zdeněk R. Česká folková hudba 60.–80. let 20. století v pohledu sociologie náboženství. Sociologický časopis. 2003, roč. 39, čís. 1, s. 79–97.
- NEŠPOR, Zdeněk R. Děkuji za bolest… Náboženské prvky v české folkové hudbě 60.–80. let. Brno: Centrum pro studium demokracie a kultury (CDK), 2006. S. 383.
- PROKEŠ, Josef. Česká folková píseň. Brno: Masarykova univerzita, 2011.
- PROKEŠ, Josef. Estetická výstavba české folkové písně v 60.–80. letech XX. století. Brno: Masarykova univerzita, 2003.
- MERTA, Vladimír; DĚDEČEK, Jiří; TŘEŠŇÁK, Vlastimil. Nebýt stádem Hamletů: průhledy do českého folku. Brno: Masarykova univerzita, 1994.
- TYLLNER, Lubomír. Zpěv a hudba, sametová revoluce. In:  Ročenka Československého dokumentačního střediska. Praha: Československé dokumentační středisko, 2003. S. 135–144.
- VANĚK, Miroslav. Orální historie ve výzkumu soudobých dějin. Praha: Ústav pro soudobé dějiny AV ČR, 2004.
- VLASÁK, Vladimír. Folkaři: báječní muži s kytarou, kteří psali dějiny. Řitka: Daranus, 2008.
- WASSERBERGER, Igor; MATZNER, Antonín; POLEDŇÁK, Ivan. Encyklopedie jazzu a moderní populární hudby. Praha: Supraphon, 1990.
- ZIMMERHAKLOVÁ, Hana. Folk a religiozita: pohled na společnost optikou kulturního fenoménu. Soudobé dějiny. 2008, roč. 15, čís. 1, s. 168–171.